# Christina Claesson
Lena Christina Claesson, född 16 juni 1950 i Malmö, är en svensk författare, muntlig berättare och kulturell mångsysslare.

## Biografi
Christina Claesson växte upp i ett arbetarhem i Malmö. Hon beskriver sig själv som ett blygt barn. I gymnasiet började hon spela teater och när hon kunde gömma sig bakom olika roller kände hon sig säkrare. Med tiden lärde hon sig dock att hantera sin blyghet men ännu vid de följande universitetsstudierna vid Lunds universitet (fil.kand i sociologi, etnologi och informationsteknik) fasade hon för de muntliga redovisningarna. Trots det skulle hon komma att räknas som en av Sveriges främsta muntliga berättare.
På 1980-talet var Claesson sambo med artisten Mikael Wiehe. 1989 köpte hon ett fritidshus i Tjörnarp i Höörs kommun och flyttade senare dit permanent. Hon har två döttrar.

## Kulturell mångsysslare
Christina Claesson har genom åren varit verksam inom många kulturella fält:

### Teater
Claesson var en av initiativtagarna 1972 till den fria gruppen Garderobsteatern i Malmö. Hon var Garderobsteaterns huvudförfattare och dess regissör. Har senare även skrivit för radioteatern och skrivit libretto till en operett.

### Muntlig berättare
Christina Claesson räknas som en av Sveriges främsta muntliga berättare. Det var i början av 1980-talet som hon började att uppträda som berättare. Hon märkte att publikens gensvar ökade under det improviserade mellansnacket. Till slut släppte hon helt sitt manus, började berätta och associera fritt. 1999 startade Claesson den svensk-danska Berättarakademin, BRAK, tillsammans med skådespelaren Anders Granström och Svend-Erik Engh från Danmark. Akademin erbjuder föreningar och institutioner berättarstunder. Man genomför ”berättarrazzior” på skolor. Plötsligt under en lektion knackar det på dörren och en okänd människa kommer in och börjar berätta en historia. Efter ett avbrott på tio minuter fortsätter den vanliga lektion. Akademin lever vidare tjugofem år senare, men nu med andra berättare. Claesson själv genomför nu sina ”razzior” inom ramen för föreningen Verbalista.

### Författare
Claesson har gett ut ett trettiotal böcker i olika genrer, skrivit artiklar i tidningar samt medverkat i antologier. Det rör sig om romaner, novellsamlingar, pjäser och fackböcker, både för vuxna eller barn. Böckerna finns förtecknade på författarens hemsida och i Libris.

### Radio
Christina Claesson har medverkat i Sveriges Radio i olika sammanhang. Hon har gjort dramadokumentärer och varit regelbunden krönikör i radion. Två gånger har hon varit värd för Sommar i P1.

### Lärare och skoldebattör
Claesson arbetade på 1970-talet som lärarvikarie. Hon reagerade då kraftigt mot den oordning hon fann i klassrummen. En pojke som provocerade henne gav hon en örfil. Hon ångrade sig omedelbart och beslöt att aldrig mer arbeta som skollärare. 1999 blev Claesson inbjuden att ordna en skrivarverkstad på Stenkulaskolan i Malmö. Efteråt skrev hon ner sina upplevelser i ett brev som skickades till stadens ledande politiker och som Sydsvenskan publicerade. I brevet berättade hon om en skola i kaos och förfall, om respektlösa elever och rädda lärare. Hennes brev gav upphov till en mycket intensiv skoldebatt i Malmö. Hon fick både medhåll och kritik. Kritikerna menade att hon överdrev eller generaliserade utifrån en enda klass. Claessons bok Tiga eller tala : berättelser från tigandets kultur (2001) har sin bakgrund i händelserna. Hon går där också till storms mot det hon uppfattar som ”politisk korrekthet”.

### Annat
Christina Claessons kulturella verksamhet omfattar åtskilligt annat också. Hon ger på sin hemsida en uppsjö exempel. Bland dem finns:
- Träd är en inspirationskälla för Christina Claesson. Hon har gett kurser i trädklättring. Hon berättar sagor när hon själv sitter i ett träd med publiken nedanför. Hon väljer ibland att sova i träd och har fått patent på en ”Radial hängmatta med centralt fäste”.[16]
- Posta-Nilla-vandringar. ”Posta-Nilla” var vid mitten av 1800-talet postbud på slottet Hovdala i nuvarande Hässleholms kommun. Två gånger varje vecka vandrade hon 42 km till Kristianstad för att hämta och lämna post och sedan 42 km tillbaka nästa dag. 2003-2006 ledde Claesson vandringar i Posta-Nillas spår. Vid första vandringen deltog 120 personer.[13]
- Mardrömspodden. Claesson har förvandlat sin bil till en rullande inspelningsstudio. Hon har parkerat ”Hjulstudion” på platser i städer och småorter och inviterat barn och unga att anonymt berätta om sina mardrömmar. Inspelningarna har hon sedan publicerat i sin podd, Mardrömspodden.[13]

## Utmärkelser
- 1994 − Malmö stads kulturstipendium[7]